# Periclimenes imperator
Periclimenes imperator är en kräftdjursart som beskrevs av A. J. Bruce 1967. Periclimenes imperator ingår i släktet Periclimenes och familjen Palaemonidae. Inga underarter finns listade i Catalogue of Life.

## Bildgalleri

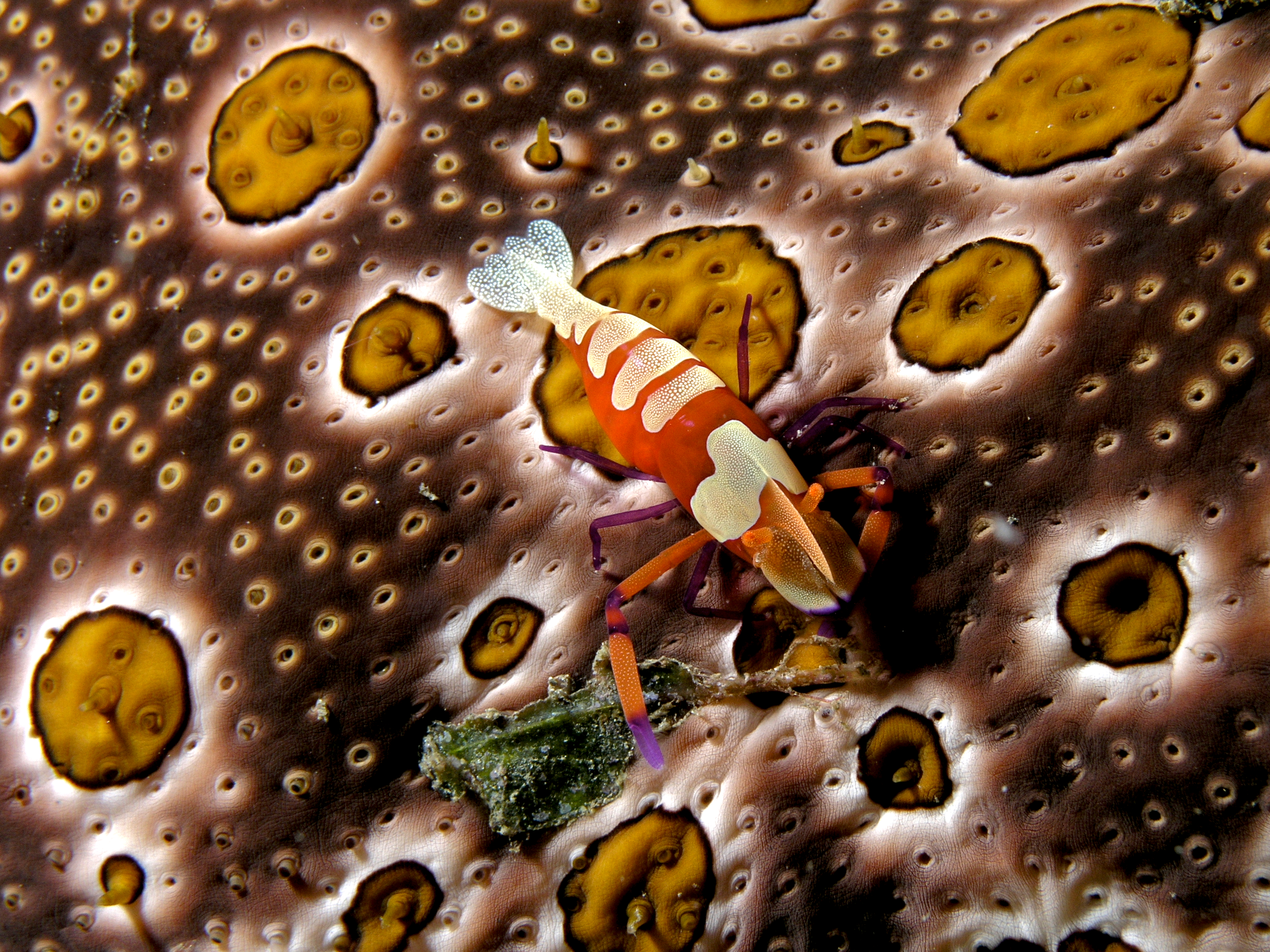
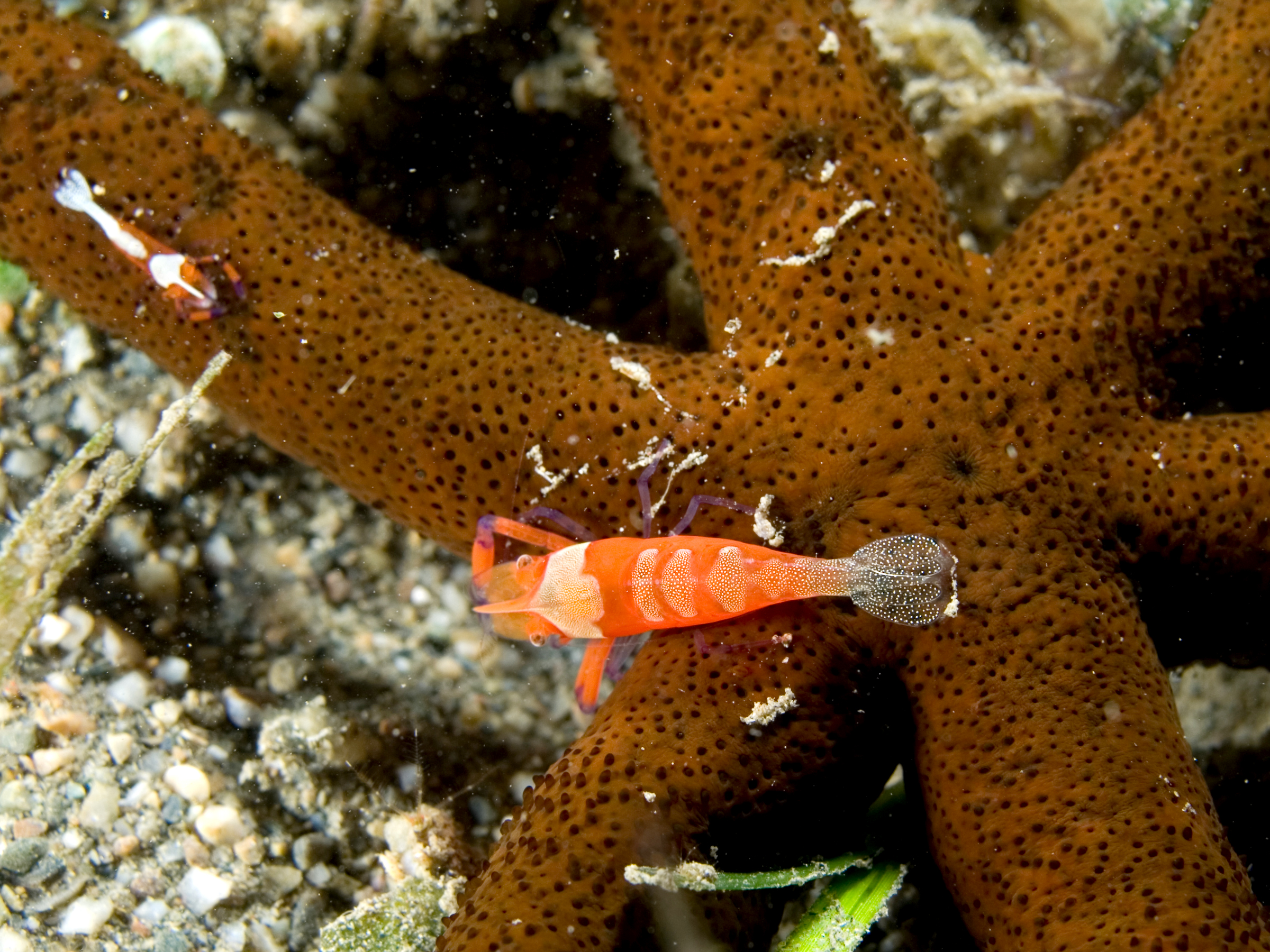